# Doris Ramseier
Doris Ramseier, född den 18 maj 1939, är en schweizisk ryttare.
Hon tog OS-silver i lagtävlingen i dressyr i samband med de olympiska ridsporttävlingarna 1976 i Montréal.